# Aftenbladet Søndag
Aftenbladet Søndag, grundlagt i 1887 og nedlagt i 1961, var en dansk avis, som indtil februar 1959 udkom syv dage om ugen, hvorefter den overgik til kun at udkomme en gang om ugen resten af avisens levetid. Oprindeligt hed avisen Aftenbladet, men fra 1959 til 1961 var navnet Aftenbladet Søndag. Avisen svingede mellem at være upolitisk til politisk at være orienteret mod Venstre / Det Radikale Venstre. Fra 1919 blev det regnet for upolitisk.

## Chefredaktører
Ansvarshavende chefredaktører på Aftenbladet.
- 1903-1955: Carl Rasmussen[1]
- 1955-1959: Carl Bærentzen